# 麗莎 (原神)
麗莎是米哈遊開發電子遊戲《原神》中的虛構角色。她是虛構國家蒙德的西風騎士團所屬圖書管理員。角色最早出現在2018年開始連載的《原神》前傳漫畫中，是2020年遊戲公測後首批可玩角色之一。麗莎的中文配音為钟可，日文配音為田中理惠，韓文配音為朴高韻，英文配音為瑪拉·朱諾。

## 創作及設計
麗莎在2018年開始連載的《原神》前傳漫畫中已經登場，她是《原神》2019年6月內測期間推出的11位可操作角色之一，同年8月ChinaJoy的遊戲試玩上，米哈遊開放四名試玩角色，其中就包括麗莎。在製作組的設定中，麗莎是蒙德地區的西風騎士團所屬圖書管理員，是一個雷元素的魔法師，年輕時以一半生命為代價從一本魔法書中獲得力量，壽命僅餘數年。她就讀於提瓦特大陸最著名的魔法學院須彌教令院，被譽為學院二百年來最優秀的天才。在學習時期，看到了太多人在追逐知識時付出了極大的代價，所以選擇回到蒙德過上平靜又輕鬆的生活。回到蒙德後，她還婉拒了西風騎士團團長的舉薦，選擇當一名清閒的圖書管理員。麗莎的服飾與一般印象中身穿樸素的長袍和手持魔杖的魔法师形象不同，她身穿華麗的紫色連衣裙，還使用自身喜歡的紫色薔薇作為飾物。
遊戲公測之後，麗莎是早期玩家能免費入手的角色，在完成序章的相關劇情後，麗莎就會加入玩家隊伍，她是玩家早期唯一能獲的使用法器的角色。在遊戲劇情中，旅行者（玩家）會在主線的序章進入西風騎士團總部時首次與麗莎相遇，隨著劇情的發展麗莎會臨時加入玩家隊伍，教導玩家關於雷元素的知識。在完成序章·第一幕「捕風的異鄉人」後，麗莎會正式加入玩家的隊伍。主線之外還有關於麗莎的角色劇情，玩家會協助麗莎完成圖書管理員的工作，幫忙向借書人索要逾期圖書。
角色的日語配音是田中理惠，田中理惠表示麗莎給她的第一印象是一個可靠又溫柔的魔法師大姊姊，她個人也很喜歡麗莎這個角色。田中理惠在聲演麗莎時，有時會以憑藉直覺去演出，在當時並沒有過多的想法，不過在事後重溫這些演出時，也會有難為情的感覺。

## 作品中表現

### 角色故事
麗莎是西風騎士團的圖書管理員，平日的工作是整理圖書館藏書和保證騎士團的藥劑供應。她被譽為是提瓦特大陸知名學府須彌教令院的天才，然而在探求真理的路上產生疑惑，於是離開學院回到蒙德。雖然麗莎在平日工作時態度顯得有點慵懶，但是她總能完美完成相關工作。

### 角色玩法
麗莎是玩家能在遊戲中免費入手的角色之一，她是一個魔法師，使用法器來增幅自身的元素能力，同時她精通藥劑學，有一定幾率使用更少的素材製作藥劑。她在遊戲中的定位為輔助型角色，她的攻擊都帶有雷元素效果，元素戰技和元素爆發是範圍攻擊。雖然她的攻擊傷害輸出很低，但是配合其他角色的元素攻擊，能透過遊戲中的元素反應機制對怪物造成較大的傷害。

## 反響及評價
麗莎作為玩家可以免費入手的四個角色，獲得玩家們的關注，不少玩家因為麗莎遊刃有餘的性格和學識淵博的角色設定成為她的粉絲，角色風騷的衣著和嫵媚的形象也吸引了一些角色扮演者和模特去扮演成麗莎。Screen Rant的編輯認為麗莎嫵媚的形象加上她擁有攻擊多個怪物的能力，讓她成為遊戲中最讓人難忘的角色之一。Game Rant的則表示角色的能力與遊戲中「當代天才魔女」傳聞不符。TheGamer的評論員表示麗莎是遊戲早期登場的角色，儘管後期玩家會遇到很多角色，但是麗莎身上古典優雅的氣質讓人難以忘記她。角色的女巫造型和貴族氣質很好地糅合在一起，角色沒有給人一般貴族會有的勢利，反而給人一種誘人又如母親般溫暖的舒適感。
遊戲媒體普遍認為麗莎雖然不是遊戲中強力的角色，但是在遊戲早期很有用。PCGamesN的編輯認為麗莎與遊戲中其他雷元素角色相比並不是最好的角色，但是她可能是玩家免費入手的角色中最好的。Pocket Gamer的編輯認為麗莎合適在遊戲初期培養，麗莎的雷元素攻擊能和火及冰元素攻擊配合。她的元素戰技合適對付小怪，而元素爆發很合適造成大規模的元素反應。Screen Rant的編輯認為玩家通常在遊戲後期用更強大的角色取代麗莎，但是在遊戲初期麗莎很有用，配合元素反應機制，麗莎的範圍攻擊能造成更大的傷害輸出。遊戲日報的南山虎表示《原神》早期贈送的免費角色通常很快就被玩家冷藏，麗莎也不例外，同時他也指出「如果有提升的契机，玩家依然可以发掘她不俗的输出潜力」。

## 備註
1. ↑  法器是遊戲中的一種武器類型，形態有魔法書、轉經筒等。